# Ischnopteris fabiana
Ischnopteris fabiana là một loài bướm đêm trong họ Geometridae.